# Mönchstraße 47 (Stralsund)
Das Gebäude Mönchstraße 47 in Stralsund ist ein denkmalgeschütztes Bauwerk in der Mönchstraße.

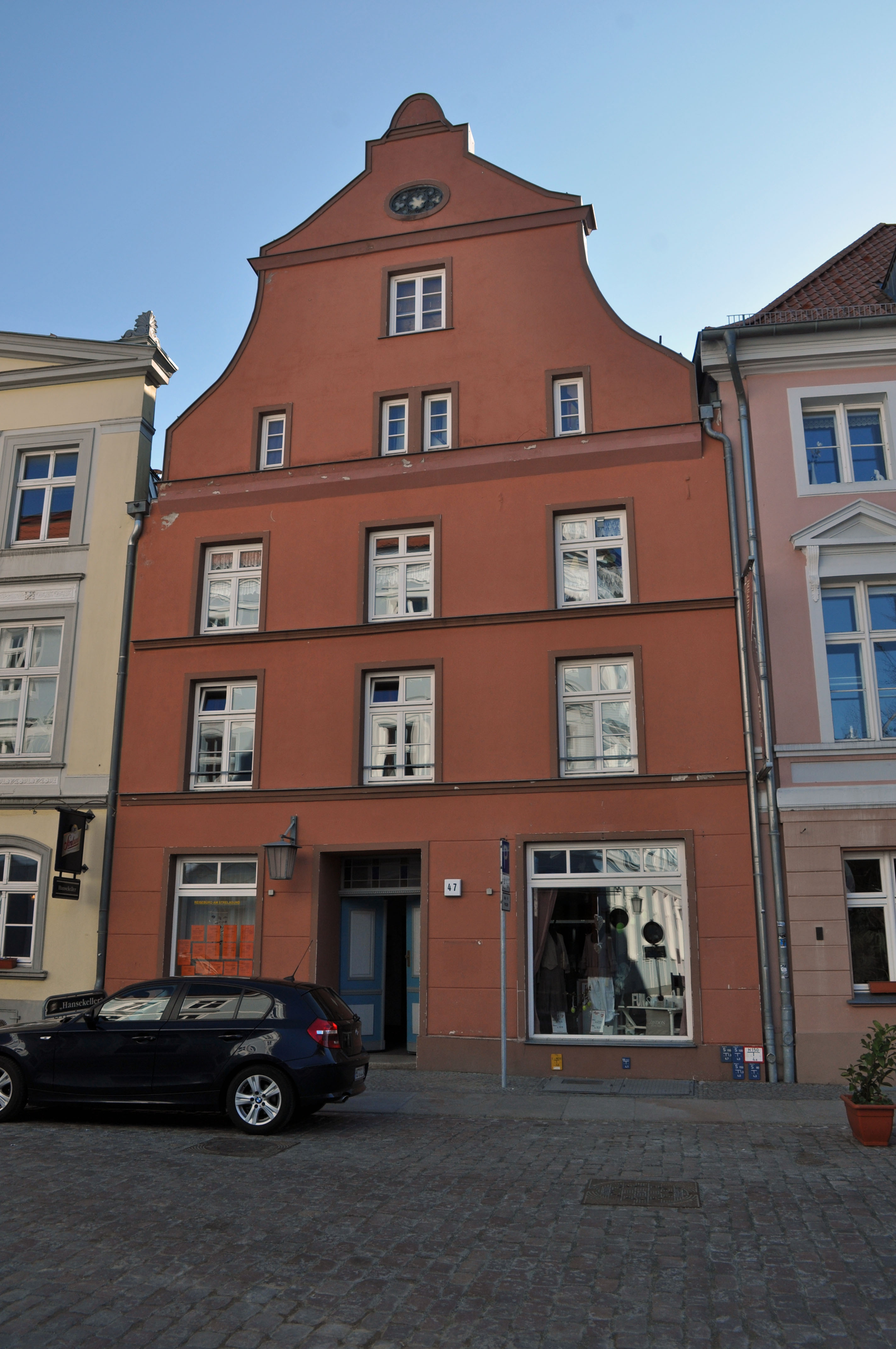
Haus Mönchstraße 47 in Stralsund (2012)

Das dreigeschossige Giebelhaus stammt im Kern aus dem 14. Jahrhundert und erhielt in der ersten Hälfte des 18. Jahrhunderts seine Gestaltung. Gesimse trennen die Geschosse des verputzten Hauses. In den zweigeschossigen, geschwungenen Giebel ist eine rosettenverzierten Luke eingefügt.
Das Haus im Kerngebiet des von der UNESCO als Weltkulturerbe anerkannten Stadtgebietes des Kulturgutes „Historische Altstädte Stralsund und Wismar“ ist in die Liste der Baudenkmale in Stralsund eingetragen.